# ديفيد الأول ملك إسكتلندا
ديفيد الأول أو داويد ماك ماييل شولويم (  ق. 1084 - 24 مايو 1153) كان حاكمًا من القرن الثاني عشر وكان أمير جزر كومبري من 1113 إلى 1124 ولاحقًا ملك اسكتلندا من 1124 إلى 1153. الابن الأصغر لمالكولم الثالث ومارجريت من ويسيكس ، قضى ديفيد معظم طفولته في اسكتلندا ، لكنه نُفي إلى إنجلترا مؤقتًا عام 1093. بعد سنة 1100 ، أصبح معالًا في بلاط الملك هنري الأول . هناك تأثر بالثقافة الأنجلو-فرنسية للمحكمة.
عندما توفي شقيق ديفيد ألكسندر الأول سنة 1124 ، اختار ديفيد ، بدعم من هنري الأول ، أن يأخذ مملكة اسكتلندا ( ألبا ) . أُجبر على الانخراط في حرب ضد منافسه وابن أخيه ، مايل كولويم ماك ألاكساندير . يبدو أن إخضاع الأخير قد استغرق من ديفيد عشر سنوات ، وهو صراع تضمن تدمير شينغوس و مرمر موراي . سمح انتصار ديفيد بتوسيع السيطرة على مناطق أبعد من الناحية النظرية جزء من مملكته. بعد وفاة راعيه السابق هنري الأول ، أيد ديفيد ادعاءات ابنة هنري وابنة أخته ، الإمبراطورة ماتيلدا ، إلى عرش إنجلترا. في هذه العملية ، دخل في صراع مع الملك ستيفن وتمكن من توسيع قوته في شمال إنجلترا ، على الرغم من هزيمته في معركة الستاندرد في عام 1138. يعتبر ديفيد الأول هو قديس الكنيسة الكاثوليكية ، ويحتفل بعيده في 24 مايو.  

## صور خيالية
- ديفيد الأمير (1980) بواسطة نايجل ترانتر . قصة أبناء الملكة مارغريت ألكسندر الأول وديفيد الأول.